# NGC 3324
NGC 3324 es un cúmulo abierto en la constelación austral de  Carina, ubicado al noroeste de la Nebulosa Carina (NGC 3372) a una distancia de 7600 años luz (2330 parsec) de la Tierra.  Está estrechamente asociada con la nebulosa de emisión IC 2599, también conocida como Gum 31.  A menudo se confunden las dos como un solo objeto, y juntas han sido apodadas la "Nebulosa Gabriela Mistral" debido a su parecido con la poeta chilena.  NGC 3324 fue catalogada por primera vez por James Dunlop en 1826.
El Telescopio Espacial Hubble observó en detalle una sección occidental de NGC 3324, y la misma sección fue una de las primeras observaciones del Telescopio Espacial James Webb.

## Cúmulos cercanos
NGC 3324 está asociado con el cúmulo abierto NGC 3293. Puede considerarse que son jóvenes, ya que ambas formaciones tienen alrededor de 12 millones de años. Muestran cierto grado de segregación de masas, con estrellas más masivas concentradas cerca de sus centros. Ninguno de los dos está dinámicamente relajado.

## Galería

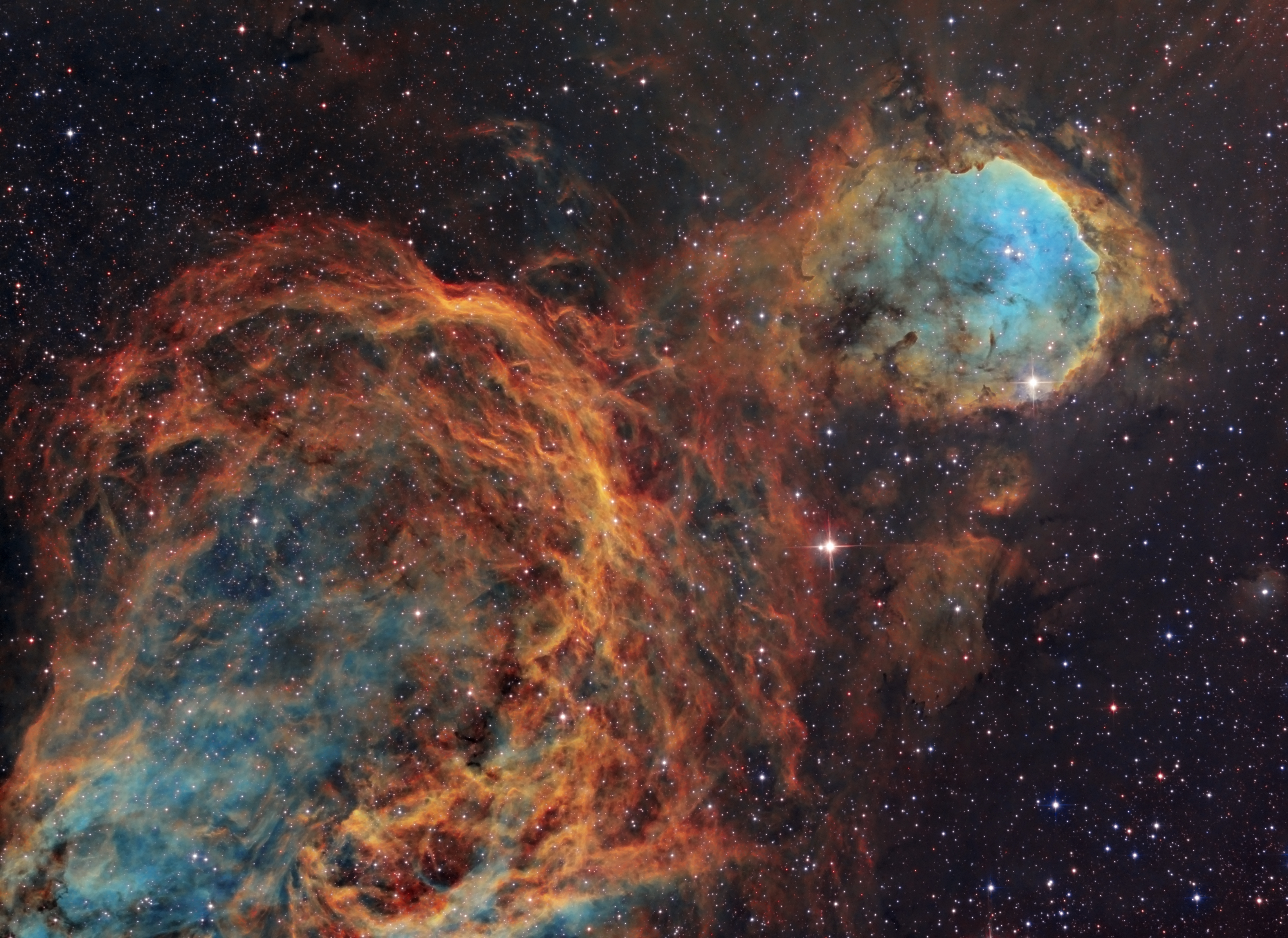
Astrofotografía de NGC 3324 en técnica de banda estrecha y en paleta Hubble (SHO).
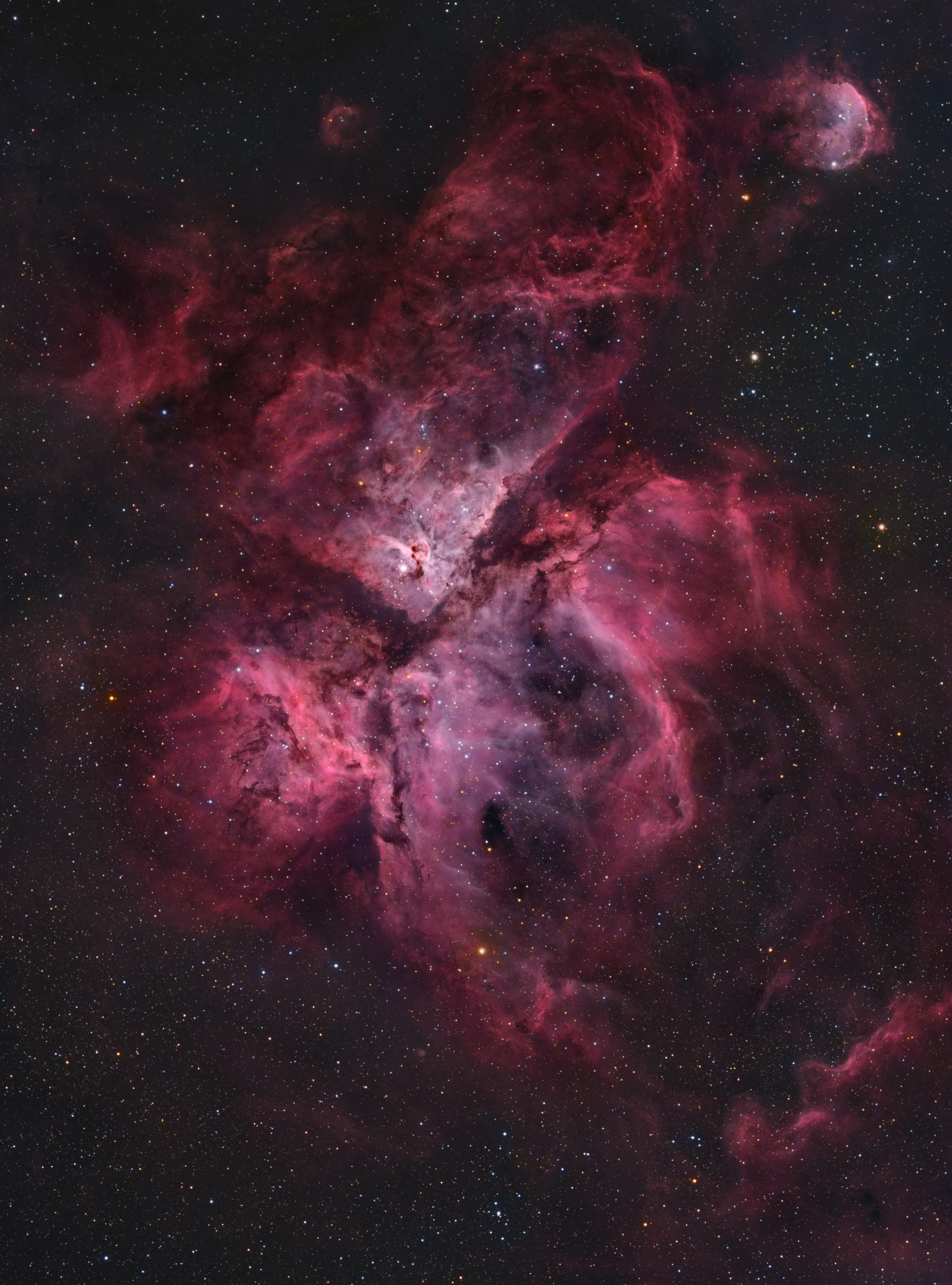
La Nebulosa Carina con NGC 3324 en la parte superior derecha.
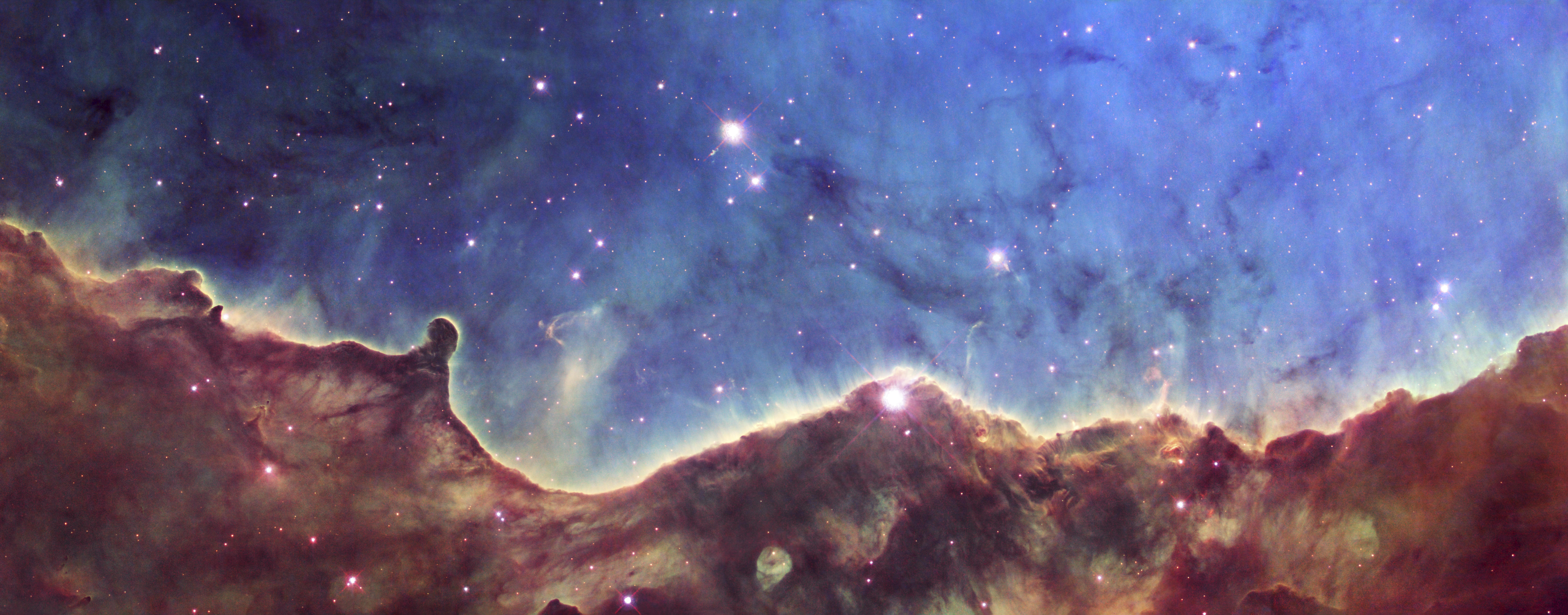
Detalle de una sección occidental de NGC 3324 (el norte está a la derecha) tomada por el Telescopio Espacial Hubble.
Detalle tomado por el Telescopio espacial James Webb de la misma sección occidental.